# Li Chao
Li Chao (en xinès: 李超 (Lǐ Chāo); nascut a Taiyuan, Shanxi, el 21 d'abril de 1989) és un jugador d'escacs xinès que té el títol de Gran Mestre des de 2007, quan va esdevenir el 23è Gran Mestre xinès, a 18 anys. Ha fet de segon de Wang Yue diversos cops, i ambdós són bons amics perquè es coneixen des de petits.
A la llista d'Elo de la FIDE de l'abril de 2021, hi tenia un Elo de 2679 punts, cosa que en feia el jugador número 6 (en actiu) de la Xina, i el número 60 del rànquing mundial. El seu màxim Elo va ser de 2757 punts, a la llista del març de 2016 (posició 14 al rànquing mundial).

## Resultats destacats en competició
El 2005 fou sisè al Campionat del món júnior celebrat a Istanbul (el campió fou Xakhriar Mamediàrov). L'any següent, va quedar entre els vint primers al mateix campionat, celebrat a Erevan (el campió fou Zavèn Andriassian). El 2006 empatà als llocs quart-novè al torneig obert de Mestres de Singapur. L'agost de 2007, Li va guanyar el torneig d'escacs d'Escandinàvia (amb vuit GMs i 215 participants) a Täby, Estocolm, Suècia amb 8½/9.
El setembre de 2007, va guanyar la quarta edició de l'obert d'escacs IGB de Kuala Lumpur. El novembre del mateix any va guanyar la Copa President Gloria Macapagal Arroyo a Manila.

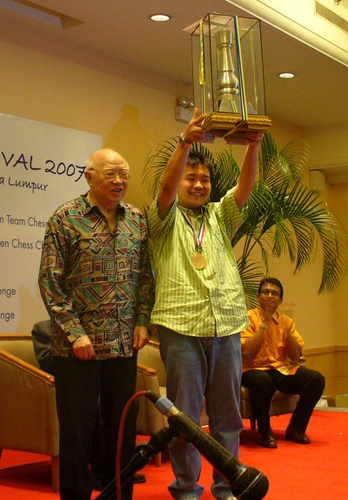
Li Chao (dreta) en guanyar l'obert Dato' Arthur Tan el 2007, al costat de Dato Tan Chin Nam (esquerra)

El 2007, va obtenir el títol de Gran Mestre. Les normes les havia fet a:
- Campionat del món d'escacs juvenil de 2005 a Istanbul, Turquia (9–22 de novembre de 2005); puntuació 8.5/13
- Aeroflot Open 2007, Grup A1, Moscou, Rússia (13–22 de febrer de 2007); puntuació 4.5/9
- Torneig Llac Sevan, Erevan, Armènia (5–14 de juliol de 2007); puntuació 5.5/9

L'abril de 2008, empatà al primer lloc (amb 7/9 punts) amb Wesley So, Ehsan Ghaem Maghami, i Merab Gagunaixvili, i fou quart al desempat al X obert de Dubai (amb una performance de 2643). El maig de 2008 empatà al primer lloc (amb 8/11 punts) i fou primer per desempat al segon obert internacional de les Filipines a la Subic Bay Freeport Zone. L'agost de 2008 va guanyar el cinquè obert IGB Dato' Arthur Tan de Malàisia a Kuala Lumpur amb 9/11, per damunt de Zhang Zhong. El setembre de 2008, va formar part (amb Wang Yue, Wang Hao, Ni Hua i Bu Xiangzhi) de l'equip xinès que disputà el cinquè matx Rússia - Xina a Ningbo i hi puntuà 3/5 amb una performance de 2767. La Xina va guanyar el matx per un global de 26 a 24.
L'octubre de 2009 fou dotzè al desempat al campionat del món juvenil celebrat a l'Argentina, amb una puntuació de 8/13 (+6, =4, -3); el campió fou Maxime Vachier-Lagrave.
Es va classificar per la Copa del Món de 2009, disputada a Khanti-Mansisk entre el 20 de novembre i el 15 de desembre de 2009. Hi avançà fins a la tercera ronda, on fou eliminat per Vugar Gaixímov.
El 2010, Li Chao fou primer al Grup C del 72è torneig Corus de Wijk aan Zee (disputat entre el 15 de gener i el 31 de gener), amb una puntuació final de 10/13. Aquesta victòria el va classificar per disputar el Grup B el 2011. Pocs mesos després, l'abril de 2010, va guanyar de manera convincent la 48a Doeberl Cup celebrada a Canberra, Austràlia.
Entre l'agost i el setembre de 2011 participà en la Copa del món de 2011, a Khanti-Mansisk, un torneig del cicle classificatori pel Campionat del món de 2013, on tingué una mala actuació i fou eliminat en primera ronda per Nguyen Ngoc Truong Son (½-1½). El 2013 es proclamà campió de l'Àsia.
El febrer de 2014 fou quart al Torneig Casino Graz a Àustria (el campió fou Hrant Melkumian). El febrer del 2015 fou campió de l'Obert de Cappelle-la-Grande amb 7½ punts de 9 compartint el liderat amb l'ucrainès Vladimir Onischuk.

## Partides notables
- Li Chao vs Wang Hao, Campionat del món juvenil de 2006, defensa escandinava, Panov (B01), 1-0
- Li Chao vs Evgeny Alekseev, Matx Rússia vs Xina 2008, obertura Ruy López: defensa berlinesa, variant l'Hermet (C67), 1-0
- Tu Hoang Thong vs Li Chao, Olimpíada d'escacs de 2008, partida del peó de dama (A45), 0-1